# Andrés Nocioni
Marcelo Andrés Nocioni (Santa Fé, 30 de novembro de 1979) é um ex-jogador de basquetebol profissional argentino que atualmente está aposentado.
Foi campeão olímpico com a seleção argentina de basquete nos Jogos Olímpicos de Verão de 2004, medalhista de prata no Campeonato Mundial de Basquetebol Masculino de 2002 e medalhista de bronze nos Jogos Olímpicos de Verão de 2008.

## Carreira

### Na Argentina e Espanha
Nocioni começou a sua carreira como profissional na Liga de basquetebol da Argentina (LNB), na temporada 1995-96 e em 1998-99 ele já era chamado melhor Sexto Homem do torneio. Em 2001, Nocioni foi para Vitória-Gasteiz, equipe aonde passou três temporadas como um reforço. Ja como jogador na Espanha do TAU Cerámica do Liga espanhola ACB' profissional. Ele foi o jogador mais valioso na final do torneio disputado em 2004 e seu jogo estelar ele ganhou um All-Euroleague Segunda seleção da equipe em 2003 e 2004.

## Carreira na NBA

### Chicago Bulls
Andrés Nocioni confirmou a sua assinatura de basquete para os fãs do basquetebol da NBA. Depois de ganhar a medalha de ouro nos Jogos Olímpicos de 2004, Nocioni foi assinado como um novato undrafted livre-agente para o Chicago Bulls. Quatro de seus compatriotas, Manu Ginóbili, Carlos Delfino, Fabrício Oberto e Luis Scola também foram jogadores da NBA no momento.
Jogou em 81 jogos durante sua campanha de estreante e afixado médias de 8,3 pontos, 4.8 rebotes, 1.5 assistencias alem de 23,4 minutos em quara. Estilo físico de Nocioni de defesa polêmica criada em torno da liga, e ele foi suspenso por um jogo após uma falta dura para contra o Detroit Pistons a vítima foi a estrela Tayshaun Prince. Nocioni já tinha cometido uma falta dura sobre o jogador do Miami Heat, Dwyane Wade e, em seguida, foi empurrado fotógrafos do passado e na primeira fila de espectadores por Udonis Haslem. Um espectador atirou uma bebida em Nocioni, que foi semelhante ao incidente que desencadeou entre uma partida de Indiana Pacers e Detroit Pistons, no Pistons brawl em The Palace of Auburn Hills. O jogador foi expulso por seguranças. Para o incidente Nocioni recebeu um flagrante, uma falta (que é um contato que envolvem falta excessiva ou injustificada) e um técnico. Haslem recebeu um técnico e um ejeção.
Ao dar uma teleconferência entrevista com NBA.com, Nocioni falou sobre as faltas duras e sua suspensão: "Primeiro, o de Wade foi completamente minha culpa. Foi uma má reacção da minha parte. Se eu tivesse recebido quaisquer sanções por causa disso, seria uma sanção justa, mas não foi dada. entanto, a sanção definida após o jogo contra o Detroit Pistons é totalmente injusto. Vejo-o como um verdadeiro jogo totalmente fora de contexto em um jogo - absolutamente nada aconteceu. Foi um golpe acidental. Propositadamente sem tentar, eu bati nele. Pedi desculpas na corte. Pedi também Carlos Delfino de dar as minhas desculpas a ele, então eu não entendo porque é que há uma sanção para algo totalmente normal em um jogo. " Nocioni no primeiro jogo do playoff da NBA, marcou 25 pontos e pegou 18 rebotes, enquanto a jogar todos os 48 minutos. Devido à sua execução pendente, o esgotado na multidão de torcedores do Chicago Bulls no United Center, em Chicago gritavam seu nome. Este jogo solidificado Nocioni status como um dos favoritos de Chicago.
Na segunda temporada Nocioni com o Chicago Bulls, obteve a média de 13 pontos, 6.1 rebotes e 1.4 assistencias, enquanto tocava em todos os 82 jogos, 43 deles começa. Nocioni foi nomeado o jogador do ano do Chicago Bulls na temporada da NBA de 2005-06. Em os playoffs Nocioni média de 22,8 pontos, 9,6 rebotes, 1,6 assistências, incluindo dois double-doubles. Em jogo de dois contra o Miami Heat ele marcou 30 pontos de tiro 10-12 global do sector (83,3%), inclusive no 3-3 da linha de três pontos e 1-1 nos lances livres, com 6 rebotes e um roubo em quase 40 minutos jogados. Nocioni marcou 30 pontos novamente em 19 de novembro, durante a derrota contra o Los Angeles Lakers 82-72. Ele também teve uma carreira com 31 pontos e pegou 13 rebotes na 1 de dezembro 111-108 estrada vitória contra o New Orleans Hornets. Nocioni perdeu um terço do Temporada 2006-07 da NBA devido a fascite plantar. Ele voltou a jogar no final da temporada em 8 de abril de 2007, contra o Toronto Raptors.

### Memphis Grizzlies
Em 6 de julho de 2007, Nocioni acordado a 5 anos com o Chicago Bulls no valor de US $ 38 milhões relatado. Ele se tornou um agente livre restrito, após a temporada de 2006-07. As equipes que estavam interessados em Nocioni incluiu a Memphis Grizzlies. O negócio tornou-se oficial em 18 de julho de 2007. Em preparação para a Temporada da NBA de 2008-09, admitiu o Nocioni tendinite no joelho que tinha prejudicado o seu desempenho durante os Jogos Olímpicos de 2008 que foi disoutado em Pequim foi de ainda que lhe causa e, especificamente, ele tinha feito nada de mal em entre ganhar a medalha de bronze e relatórios para o acampamento de treinamento. Em 18 de fevereiro de 2009, Nocioni foi negociado para o Sacramento Kings juntamente com Drew Gooden e Cedric Simmons para John Salmons e Brad Miller.